# Roberto Andreucci
Roberto Andreucci (Todi, 24 agosto 1965) è un produttore cinematografico, produttore televisivo e attore italiano.

## Biografia
Vive sin da giovanissimo a Roma, e inizia la carriera cinematografica nel 1988 per la Cristaldifilm, casa di produzione di Franco Cristaldi. Dal 1995 si dedica alla produzione cinematografica come indipendente nel ruolo prima di direttore di produzione e poi di produttore esecutivo (organizzatore generale) in vari film e documentari.
Nel 2004 fonda la casa di produzione A.K.S. con la quale produce, fra l'altro, il film Civico zero di Citto Maselli (con Massimo Ranieri e Ornella Muti; distribuzione Luce) e il documentario Sessantotto - L'utopia della realtà, presentato al Taormina film fest del 2006.
Nel 2005 e 2006 è direttore organizzativo, insieme alla direzione artistica di Beppe Attene, della Grolla d'oro.
Parallelamente all'attività di produzione Roberto Andreucci sviluppa un'attività di attore, per lo più comico e soprattutto come "spalla" di Max Tortora, dove Tortora imita il conduttore televisivo Amadeus, in numerosi sketch nel personaggio dello sfortunato Signor Giovanni e in altri sketch-parodia dell'Ispettore Derrick. È inoltre produttore e protagonista, insieme a Tortora, del DVD Una settimana di risate con Max Tortora.

## Filmografia

### Produttore
- La vita è un gioco, regia di Fabio Campus (2000)
- Vajont, regia di Renzo Martinelli (2001)
- Piazza delle Cinque Lune, regia di Renzo Martinelli (2003)
- Uncut, regia di Gionata Zarantonello (2003)
- Frammenti di Novecento, regia di Citto Maselli (2005)
- Sessantotto - L'utopia della realtà, regia di Ferdinando Vicentini Orgnani (2006)
- Una settimana di risate, teatro\cabaret, regia di David Emmer (2006)
- Civico zero, regia di Citto Maselli (2007)
- La notte eterna del coniglio, regia di Valerio Boserman (2007)
- Primo giorno di Dio, regia di Gualtiero Peirce (2008)
- La fisica dell'acqua, regia di Felice Farina (2009)
- Gli ultimi del paradiso, regia di Luciano Manuzzi (2010)
- 11 settembre 1683, di Renzo Martinelli (2012)
- Mister Ignis - L'operaio che fondò un impero, regia di Luciano Manuzzi (2013)
- Ustica: The Missing Paper, regia di Renzo Martinelli (2015)
- Raffaello - Il principe delle arti in 3D regia di Luca Viotto (2017)

### Direttore di produzione
- Kidnapping - La sfida, regia di Cinzia TH Torrini (1998)
- Incantesimo, regia Gianni Lepre (1998)
- Il signor Quindicipalle, regia di Francesco Nuti (1998)
- I fobici, regia di Giancarlo Scarchilli (1999)
- Amor nello specchio, regia di Salvatore Maira (1999)
- Il grande botto, regia di Leone Pompucci (2000)
- Maria José - L'ultima regina, regia di Carlo Lizzani (2002)
- Senza freni, regia di Felice Farina (2003)

### Attore

#### Cinema
- Marciando nel buio, regia di Massimo Spano (1996)
- Kidnapping - La sfida, regia di Cinzia TH Torrini (1998)
- Vajont, regia di Renzo Martinelli (2001)
- Maria José - L'ultima regina, regia di Carlo Lizzani (2002)
- Manuale d'amore, regia di Giovanni Veronesi (2005)
- A Natale mi sposo, regia di Paolo Costella (2010)
- Raffaello - Il principe delle arti in 3D regia di Luca Viotto (2017)
- Mindemic, regia di Giovanni Basso (2022)

#### Televisione
- L'isola del gusto, regia di Francesco Lofino (2009)

#### Cortometraggi
- La sigaretta, regia di Massimo Spano (2007)
- Italian Style, regia di Cinzia TH Torrini (2006)